# Bugaj (Jędrzejów)
Pour les articles homonymes, voir Bugaj.
Bugaj est une localité polonaise de la gmina de Sędziszów, située dans le powiat de Jędrzejów en voïvodie de Sainte-Croix.